# Pietà (Bouguereau)
Pietà è un dipinto a olio su tela (230x148 cm) di William-Adolphe Bouguereau, databile al 1876 e conservato in collezione privata.
È una rappresentazione della vergine Maria che tiene che tiene in braccio il corpo morto di Gesù Cristo, poco dopo la sua discesa dalla croce. Il tema, molto ricorrente nell'arte sacra, dove è conosciuto come Pietà.

## Storia
L'opera è appartenuta fino al 2010 alla collezione dell'attore statunitense Mel Gibson; messa in vendita presso la casa d'aste Sotheby's a Londra, è stata acquistata da un altro privato al prezzo di 2,77 milioni di dollari.

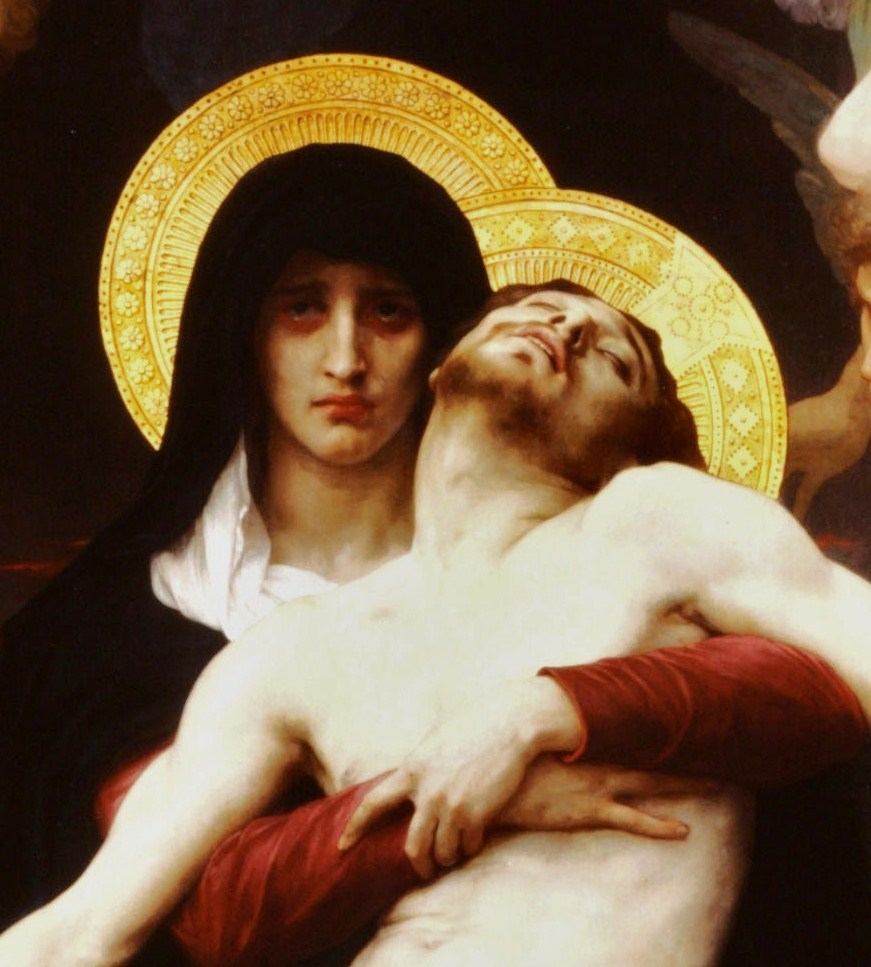
Particolare.

## Descrizione
La tela raffigura Maria, la madre di Gesù, con gli occhi rossi di pianto mentre abbraccia con tutte le sue forze il corpo oramai esanime del figlio sottoposto a crocifissione. Nove figure angeliche, sparpagliate intorno a loro a far da cornice, esprimono il proprio supremo dolore e strazio con vari gesti e posture rivelanti.
Il defunto giace in grembo alla madre; la brillantezza data dalle vene blu che traspaiono dall'epidermide contrasta col bianco pallore delle membra senza vita. I piedi stanno penzoloni nei pressi di un panno imbevuto di sangue sopra cui è stata posta la corona di spine appena tolta dal capo.